# 塩まさる
塩 まさる（しお まさる、本名：塩 正吉、1908年2月12日 - 2003年10月16日）は、昭和時代前期を代表する歌手である。

## 経歴
福島県いわき市出身。上田中学、早稲田大学卒業後、千葉運輸事務所に勤務する。中野忠晴が吹き込んだ『鉄道精神の歌』のその普及のため同曲を歌唱したところ、上司にその美声を認められ、キングレコードに推薦されることとなる。
1937年（昭和12年）、キングレコードから歌手デビュー。同年9月発売の「軍国子守唄」、1939年（昭和14年）4月テイチクレコード発売の「九段の母」が大ヒット。その後は、軍国調の歌を多数吹き込む。
戦後もしばらくは歌手活動を行っていたが「自分の時代は終わった」と昭和20年代後半に歌手を止め、実業家に転進。昭和40年代の懐メロブームが始まった1967年（昭和42年）から「まだ自分にも出来ることがある」と歌手業を再開。老人ホームの慰問等を行うようになった。同時に発声等を再び一からやり直すなどしている。
平成に入ったあたりから、現役最年長歌手のひとりとなったことやライフワークともいえる昭和の曲（「昭和の万葉集」と塩は語っている）を歌い継ぐ活動が注目されはじめ、メディア出演が増加する。
1992年には古巣のキングレコードから全曲新録音のアルバム「塩まさる84歳の青春」を発売し、ギネス級と報道されるなど大いに話題となった。89歳になった1997年（平成9年）5月3日にもキングレコードから新曲「夢追い草（ひつじ草）」を発売するなどした。この曲は作詞者（野口家嗣：81歳）、作曲者（新井由紀男：85歳）、編曲者（林伊佐緒：発売当時既に故人、編曲時83歳）、歌手がすべて80歳以上であった。
91歳になった1999年（平成11年）12月23日にはキングレコードより「塩まさる全曲集」（ただしこちらは過去の音源を使用したベスト盤）を発売。この作品は2000年1月3日にTBS系列で放送された「カウントダウンオールヒット!1999年シングルセールスTOP200」で1999年の最高齢CD発売として紹介された。
21世紀に入り、90歳を超えてもなお歌い続けたが、夫人に先立たれたショックから体調を崩し2003年（平成15年）10月16日、老衰で死去。享年95。

## 略歴
- 早稲田大学商学部卒業後、東京鉄道局千葉運輸事務所に勤務。
- 1937年 キングレコードから「軍国子守唄」でデビュー。30万枚[3][4]を売り上げる大ヒットを記録
- 1938年 「母子船頭唄」をリリース
- 1939年 テイチクに移籍。「九段の母」をリリース。
- 1992年 キングレコードより、「塩まさる 84歳の青春」が発売
- 1997年 第39回日本レコード大賞功労賞受賞
- 2003年 老衰にて95歳で死去
- 2004年 キングレコードより、「麦と兵隊/塩まさるメモリアル」が発売された

## 代表曲
- 軍国子守唄（昭和12年9月発売）
- 母子船頭唄（昭和13年10月発売）
- 九段の母（昭和14年4月発売）
- 月下の吟詠 (昭和12年11月発売）
- 軍国夫婦郵便
- 故郷の新聞（昭和14年3月発売）
- 大陸列車（昭和15年7月発売）
- 乃木将軍の歌
- 皇国の兄弟
- ああシベリアの戦友よ
- 転戦回顧
- 靖国の戦友に
- 従軍手帳から
- 戦地から故郷から
- 涙の子獅子
- サーカス哀歌

## 主な出演作品（映画）
- 弥次喜多 名君初上り（1940年）

## その他
- 開基50年記念歌 美幌町町歌 ｰ 1937年（昭和12年）制定、作詞 大塚郷湖、作曲 須藤五郎、歌手 塩まさる。